# Mario Rojas
Mario Rojas (Santiago, 24 de junio de 1951) es un músico, compositor, productor y cantor chileno, que ha realizado un valioso rescate de la música popular chilena urbana, sobre todo de la cueca, sonido que ha ayudado a difundir y mantener presente gracias a sus diversas grabaciones solistas, con la creación del sitio www.cuecachilena.cl y el único documental que alcanzó a ser registrado con la formación original del grupo Los Chileneros, entre otros trabajos.
Fue fundador del grupo De Kiruza y actualmente es consejero de la Sociedad Chilena del Derecho de Autor. En más de 20 años de carrera, ha grabado seis discos y ha tenido destacada participación en festivales nacionales como el Festival de Viña y el Festival del Huaso de Olmué, en el cual ganó el primer lugar en la edición 2011 con la canción «Ave de luz».

## Discografía

### Álbumes de estudio
- 1992 - Mario Rojas
- 1997 - Musi-cachi-lena
- 2002 - Folklore urbano
- 2005 - Sartén de estrellas
- 2007 - Tonadas chilenas
- 2007 - El ángel de la cueca
- 2018 - Perro imaginario

### Colectivos
- 1994 - Música de este lado del sur, vol 1
- 2001 - Música desde Tierra Adentro
- 2002 - Canto de todos en Chile
- 2009 - Roberto Parra: Invocado